# فيديريكو باربا
فيديريكو باربا (بالإيطالية: Federico Barba)‏ (1 سبتمبر 1993 روما إيطاليا - ) هو لاعب كرة قدم إيطالي، يلعب كمدافع.

## روابط خارجية
- فيديريكو باربا على موقع الاتحاد الأوربي (الإنجليزية)
- فيديريكو باربا على موقع إي إس بي إن إف سي (الإنجليزية)
- فيديريكو باربا على موقع قاعدة بيانات كرة القدم.إي يو (الإنجليزية)
- فيديريكو باربا على موقع Soccerbase.com (لاعب) (الإنجليزية)
- فيديريكو باربا على موقع Soccerway.com (الإنجليزية)
- فيديريكو باربا على موقع عالم كرة القدم.نت (الإنجليزية)
- فيديريكو باربا على موقع AS.com (الإسبانية)